# Coppa Italia IBL 2012
La Coppa Italia di Italian Baseball League 2012 è stata la trentatreesima edizione del trofeo, la terza dopo l'introduzione del sistema delle franchigie.
Alla coppa partecipano 7 squadre, con ingresso scaglionato. Alla prima fase, un girone all'italiana di sola andata con doppio incontro, partecipano le squadre classificate dal 5º all'8º posto della regular season di Italian Baseball League.
Le prime due classificate del girone passano alla seconda fase, a cui prendono parte anche le squadre classificate al 3º e al 4º posto del girone di semifinale di IBL. La seconda fase prevede due turni a eliminazione diretta al meglio delle 3 partite.
La squadra vincente si qualifica per la finale contro la squadra sconfitta nelle Italian Baseball Series. La finale secca, vinta dai bolognesi e inizialmente in programma al termine della stagione 2012, è stata rimandata al 30 marzo 2013. Oltre a Bologna, anche l'altra finalista Rimini potrà avere un posto nell'European Champions Cup 2013, dato che la T&A San Marino campione d'Italia parteciperà alla competizione europea rappresentando la propria nazione di origine.

## Prima fase

### Risultati
| Prima giornata |                |           |
|                | 21 luglio 2012 |           |
|                | Parma-Novara   | 12-2, 4-1 |
|                | Godo-Grosseto  | 0-1, 4-2  |

| Seconda giornata |                |            |
|                  | 28 luglio 2012 |            |
|                  | Godo-Novara    | 3-2, 2-7   |
|                  | Grosseto-Parma | 6-11, 7-12 |

| Terza giornata |                 |           |
|                | 4 agosto 2012   |           |
|                | Parma-Godo      | 10-4, 5-4 |
|                | Novara-Grosseto | 2-0, 4-17 |

#### Classifica
|    | Classifica prima fase 2012 | PG | PV | PP | PCT  | PD  |
| -- | -------------------------- | -- | -- | -- | ---- | --- |
| 1. | Cariparma Parma            | 6  | 6  | 0  | 1000 | 0.0 |
| 2. | Montepaschi Grosseto       | 6  | 2  | 4  | .333 | 4.0 |
| 3. | De Angelis Godo            | 6  | 2  | 4  | .333 | 4.0 |
| 4. | Elettra Energia Novara     | 6  | 2  | 4  | .333 | 4.0 |

## Seconda fase

### Primo turno
| Gara 1 |                  |     |
|        | 9 agosto 2012    |     |
|        | Parma-Bologna    | 1-2 |
|        | Grosseto-Nettuno | 3-8 |

| Gara 2 |                  |     |
|        | 10 agosto 2012   |     |
|        | Bologna-Parma    | 1-2 |
|        | Nettuno-Grosseto | 5-4 |

| Gara 3 |                |     |
|        | 11 agosto 2012 |     |
|        | Bologna-Parma  | 4-0 |
|        |                |     |

### Secondo turno
| Gara 1 |                 |     |
|        | 17 agosto 2012  |     |
|        | Nettuno-Bologna | 0-1 |

| Gara 2 |                 |     |
|        | 18 agosto 2012  |     |
|        | Bologna-Nettuno | 4-2 |

### Tabellone
|  | Primo turno          | Primo turno          | Primo turno          | Primo turno | Primo turno |  |  | Secondo turno  | Secondo turno  | Secondo turno  | Secondo turno | Secondo turno |  |
|  |                      |                      |                      |             |             |  |  |                |                |                |               |               |  |
|  | Cariparma Parma      | Cariparma Parma      | 1                    | 2           | 0           |  |  |                |                |                |               |               |  |
|  | Unipol Bologna       | Unipol Bologna       | 2                    | 1           | 4           |  |  | Unipol Bologna | Unipol Bologna | Unipol Bologna | 1             | 4             |  |
|  | Montepaschi Grosseto | Montepaschi Grosseto | Montepaschi Grosseto | 3           | 4           |  |  | Danesi Nettuno | Danesi Nettuno | Danesi Nettuno | 0             | 2             |  |
|  | Danesi Nettuno       | Danesi Nettuno       | Danesi Nettuno       | 8           | 5           |  |  |                |                |                |               |               |  |

## Finale
| Rimini 30 marzo 2013, ore 14.00 | Rimini Baseball | 1 – 4 referto | Unipol Bologna | Stadio dei Pirati |

## Verdetto
- Vincitore Coppa Italia:   Fortitudo Bologna